# 詩納卡寧威洛大學
詩納卡寧威洛大學，简称诗大（SWU），是泰國第一所國立師範大學，1949年創校，由泰王普密蓬命名以紀念王母詩納卡琳。

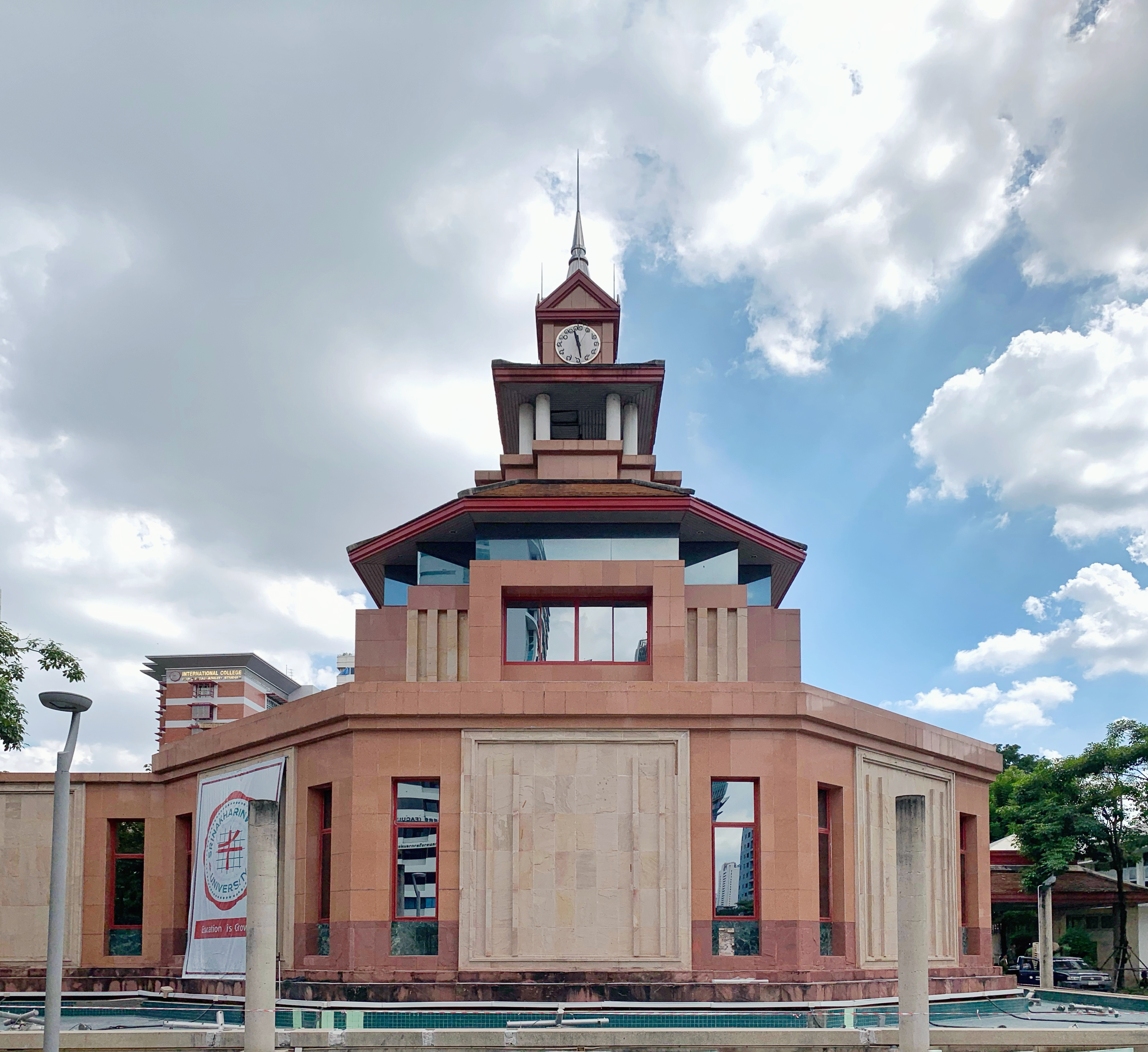
诗纳卡宁威洛大学

## 学科院系

### 健康科學學院
- 物理治療學院
- 牙醫學院
- 護理學院
- 醫學院
- 獸醫技術學院建設項目
- 公共衛生學院和護理助理項目
- 中西醫結合學部建設項目

### 科技學院
- 技術與農產品創新學院
- 理學院
- 工程學院
- 社會傳播創新學院
- 創意產業學院

### 人文與社會科學學院
- 社會經營學院
- 體育學院
- 人文學院
- 文化環境與生態旅遊學院
- 美術與應用藝術學院
- 教育學院
- 經濟學院
- 社會科學學院
- 國際可持續發展學院
- 菩提威查萊學院

## 著名校友
- 詩琳通公主：發展教育學博士[1]
- 查亞鵬·普帕特（New）：詩納卡寧威洛大學附屬中小學
- 琵亞達·阿卡拉塞尼（Aom）：人文學院
- 泰貢·康恰（Pop）：工程學院
- 李海娜（Aom）：美術與應用藝術學院主修表演和導演系
- 萍帕薇·克拉冰（Toon）：社會傳播創新學院
- 尼塔莎·吉拉尤吉恩（Mew）：美術與應用藝術學院主修服裝設計
- 平采娜·樂維瑟派布恩（Baifern）：美術與應用藝術學院主修表演和導演系（2016年畢業）
- 澈瑪薇·蘇婉帕努楚克（Praew）：社會科學學院主修市場營銷（2016年畢業）
- 蘭達帕·蒙塔盧帕（Ploy）：美術與應用藝術學院主修舞蹈（2016年畢業）
- 菲麗塔·素萍蓬普（Whan）：人文學院
- 皮拉帕·瓦塔納汕西瑞（Earth）：美術與應用藝術學院
- 帕澤功·布莎娜瓦迪（Cine）：美術與應用藝術學院主修表演和導演系（2017年畢業）
- 提娜麗·維拉瓦諾丹（Namtan）：美術與應用藝術學院主修表演和導演系; 藝術教育
- 可林桑拉鋪·皮木頌克朗（JJ）：社會傳播創新學院主修電影及數字媒體
- 卡黎莎·素帕琳格特（Ploy）：社會傳播創新學院主修電影及數字媒體
- 帕蘭妮·琳帕緹雅空（Love）：社會傳播創新學院主修電影及數字媒體
- 卡納潘·佩澤坤（First）：社會創新傳播學系
- 可恩娜帕·瑟塔拉達那彭（Orm）：經濟學院（國際計畫) ; 社會傳播創新學院主修社群媒體專業
- 阿南塔·提維拉（Anda)：社會傳播創新學院
- 黃立賢（Yin)：工程學系

- 帕特拉帕·博拉查達蘇皖（Bonnie）：社會傳播學院主修網路商務管理